# Боинг 737
Боинг 737 (енгл. Boeing 737) је најпопуларнија породица ускотрупних путничких авиона за средње линије на свету. Од почетка производње 1968. је наручено или испоручено преко 6000 комада. Породицу чини 10 модела од којих су данас у производњи 5.
- Ван производње: 100, 200, 300, 400, 500, 600
- У производњи: 700, 800, 900, 900ЕР, MAX 7, MAX 8, MAX9

Такође, на основу ових авиона Боинг је развио и два модела намењена пословним људима који носе ознаке BBJ (Boeing Business Jet)(737-700) и BBJ2 (737-800).
Први авион серије 100 полетео је 9. априла 1967. а испоручен је Луфтханзи у фебруару 1968.

## Историја
Боинг 737 настао је као израз Боинговог настојања да уђе на тржиште авиона за кратке линије са малим бројем путника, којим су доминирали Каравела, БАЦ 1-11 и Даглас DC-9. Боинг је првобитно планирао авион са 60 до 85 седишта, али је после разговора са првим наручиоцем Луфтханзом, променио план и определио се за авион са 100 седишта.
Боинг је прилично заостајао за конкурентима у тренутку када је креирао 737. Да би убрзали развој авиона, у Боингу су употребили 60% истих конструкција и система као и на моделу 727. Коришћен је исти пресек трупа као код модела 727, што је Боингу омогућило да у попречни пресек авиона смести шест седишта у низу, уместо пет, што је био случај код конкурената као што су 1-11 и DC-9. Иста основа трупа касније је коришћена и код модела Боинг 757.

## Историја експлоатације
Први 737-100 полетео је 9. априла 1967, а авион је ушао у употребу у фебруару 1968. у служби Луфтханзе. 737-200 је за први пут полетео 8. августа 1967. Луфтханза је била једини значајни авио-превозник који је купио 737-100 и произведено је само 30 примерака овог модела.
Дужи 737-200 је био успешнији и производња овог модела трајала је до 1988, а први купац овог авиона је био Јунајтед ерлајнс. Након што је произведено 135 авиона Б737-200, уследила су значајна побољшања, па је у стандардну производњу ушао 737-200 Advanced.
Нова побољшања су уследила почетком осамдесетих са моделом 737-300. Уведени су мотори CFM56 са бољом потрошњом горива. Осим тога, на овом моделу мотори нису смештени тачно испод крила, већ су избачени више унапред.
Суочен са конкуренцијом Ербасове породице авиона А320, Боинг је током 1993. године избацио нову серију 737, тзв. 737 Нову Генерацију (НГ). 737НГ састоји од 737-600, 737-700, 737-800 и 737-900 (ЕР).
Дана 13. фебруара 2006, Боингов петохиљадити 737 је ушао у редовну употребу код авиопревозника Саутвест ерлајнс.

## Варијанте
Модели 737 се могу поделити у три генерације. Оригинални модели били су 737-100, 737-200/-200 Advanced. Класична серија се састоји од 737-300, 737-400 и 737-500. Нова генерација се састоји д 737-600, 737-700/-700ЕР, 737-800 и 737-900/-900ЕР.

### Оригинални 737

#### 737—100
- Први наручилац: Луфтханза (28. децембра 1967)
- Последња испорука: НАСА (26. јула 1973)
- Укупно произведено: 30

Боинга 737-100 је свој први лет остварио 9. априла 1967. године. Луфтханза је била први авио-превозник који је купио Боинг 737 за своју флоту. Први комерцијални лет је остварен фебруара 1968. Показао се као ефикасан и исплатив авион за европске авио-превознике. Био је најмањи модел из породице 737.

#### 737—200
- Први наручилац: Јунајтед ерлајнс (29. децембра 1967)
- Последња испорука: Индиан ерлајнс (5. априла 1971)
- Српске авио-компаније: Авиогенекс (737-200 Advanced)

Следећи модел Боинга 737 је био 737-200. Овај модел је био направљен претежно за америчко тржиште. Авиони су били мало дужи како би примили више путника, а прве примерке је од Боинга купио Амерички авио-превозник Јунајтед ерлајнс.
737-200 Advanced
737-200 је унапређен у верзији 737-200 Advanced, и био је у серијској производњи од јуна 1971. Модел 737-200 Advanced је продаван и у верзијама 737-200 Executive jet и 737-200HGW.
Ови модели су у фази избацивања из експлоатације због високе потрошње горива, велике буке мотора и високих трошкова одржавања. Данас су многи 737-200 у употреби као друге и треће резерве, као и код авио-превозника земаља у развоју. Авиогенекс је једини српски авио-превозник који поседује овај модел.
Боинг је и такође развио и модел 737-200C (где C означава Convertible или конвертибилни модел), чија намена у зависности од потребе може да се мења између путничке и теретне. Модел 737-200QC (где QC означава Quick Change односно „брзу измену“) је унапређена варијација модела 737-200C, код кога је промена из путничке у теретну варијанту или обрнуто била много бржа.

### 737 Класик
737 Класик одликују:
- Двопроточни турбомлазни мотори CFM56, око 20% ефикаснији у односу на претходне ЈТ8Д.
- Нова конструкција крила са бољом аеродинамиком.
- Унапређена пилотска кабине са опцијом за уградњу EFIS (Electronic Flight Instrumentation System) који се састоји од електронских АДИ и ХСИ инструмената уместо традиционалних механичких инструмената.

#### 737—300
- Уведен у експлоатацију: Ју-Ес Ер (28. новембра 1984) - у Европи Југословенски Аеротранспорт
- Последња испорука: Ер Њу Зеланд (17. децембра 1999)
- Српски авио-превозници: Јат ервејз

Модел 300 је пуштен у експлоатацију 1980. године. Први авио-превозници коју су га набавили били су Ју-ес Ер и Саутвест ерлајнс. Модел 300 је био основни модел серије 737 класик. Боинг је 1985. добио 252 поруџбине овај модел, а касније се кроз производњу тај број попео на 1000.
Југословенски аеро-транспорт (ЈАТ) је први авио-превозник у Европи који је добио 737-300, и то током 1985 и 1986, када су први авиони овог типа слетели на београдски аеродром, и то први 8. августа 1985, затим 16. августа, 12. децембра, четврти је очекиван неколико дана касније а раднички савет је одлучио да се преговора о куповини "још три авиона". Серија 300 је остала у производњи до краја 1999. Последњи авион са регистарском ознаком ZK-NGJ испоручен је авио-превознику Ер Њу Зеланд, 17. децембра 1999. и до данас је у његовој флоти.
Боинг 737-700 је предвиђен да замени 737-300.

#### 737—400
- Уведен у експлоатацију: Пиедмонт ерлајнс(15. јула 1988)
- Последња испорука: ЧСА (22. фебруару 2000)

Боинг 737-400 је од 737-300 дужи за 3,45 метара и може да понесе до 168 путника. Уведен је због увећаног авионског саобраћаја у свету и попунио је празнину између 737-300 и 757-200. Супарници су му Ербас А320 и Макдонел Даглас MD-80. Први прототип је направљен 26. јануара 1988, а први пут је полетео 19. фебруара 1988.
Прва поруџбина за 25 летелица је стигла од Пиедмонт ерлајнса и овај модел је први пут полетео у служби тог авио-превозника 15. септембра 1988.
За Јат ервејз је до скоро летео само један Боинг 737-400, чија је регистарска ознака била YU-AOS.
Овај модел је заменио 737-800.

#### 737—500
- Уведен у експлоатацију: Саутвест ерлајнс (28. фебруар 1990)
- Последња испорука: Ер Нипон (26. јула 1999)

Модел 737-500 је био краћи од 737-300 и директна је замена за Боинг 737-200 али је био направљен за много дуже дестинације. Могао је да понесе до 132 путника у једној класи. Био је доступан у верзији са новом „стакленом“ командном таблом са дигиталним мерним инструментима, као и са дотадашњим аналогним инструментима.
Први Боинг 737-500 је полетео за авио-превозника Саутвест ерлајнс 1990. Поручено је 20 летелица 1987.
Летелица је постала веома популарна међу руским авио-компанијама, које су старе совјетске путничке авионе заменили знатно ефикаснијим 737-500 и то углавном половним са запада.
737-500 је замењен моделом 600 који није био толико популаран међу авио-компанијама и до данас је испоручено само 69 примерака.

### 737 Следећа генерација
До почетка деведесетих, постало је јасно да нова породица авиона Ербас А320 представља озбиљну конкуренцију Боингу. То је очигледно када се зна да је Ербас задобио поверење авио-превозника некадашњих Боингових верних муштерија као што су Луфтханза и Јунајтед ерлајнс. У новембру 1993. године, управни одбор Боинга издао упутство да програм „Следећа генерација“ (енгл. Next Generation) замени серију 737 класик. У плану су биле серије -600, -700, и -800. Након студија тржишта и консултација са великим купцима модела 737, Боинг је наставио да развија серију 737 „Следећа генерација“.

#### 737—600
- Уведен у експлоатацију: Скандинејвијан ерлајнс систем (18. септембар 1998)
- Последња испорука: још увек у продаји
- Поруџбине и испоруке: 69 (од 69 поручених)[3]

737-600 је предвиђен да замени верзију -500. Ова летелица је први пут полетела за САС 1995. и до данас се у њиховој флоти налази 28 летелица овог типа. Иако је планирано да замени веома популарни 737-500, до данас је испоручено само 69 летелица.
Верзија 737-600 је једина која се производи без винглета. Планирано је да се винглети уграде 2006. за британског авио-превозника, али тај пројекат није реализован.
Боинг је 2012. избацио 737-600 из ценовника својих авиона, па се сматра да је производња овог модела престала.
Моделу 737-600 су конкуренција Ербас А318, Ембраер 195, и најављени Бомбардије (фр. Bombardier) серија Ц.

#### 737—700
- Уведен у експлоатацију: Саутвест ерлајнс (Децембар 1997)
- Последња испорука: још увек у продаји
- Поруџбине и испоруке: 1008 испоручених (од 1513 поручених)[3]

737-700 је први пут полетео за Саутвест ерлајнс. Овај превозник је поручио модел 700 1993. године и данас их у својој флоти има 400 примерака, а док је већи број комада поручен, а испорука тек треба да буде реализована. 737-700 је био заснован на 737-300 и ушао је у службу као његова замена.
Летелица може да понесе до 149 пунтика у једној - економској класи.
Боинг 737-700C је теретна верзија овог авиона.
Боинг је произвео и везију ЕR, чији је долет повећан са 6230 километара на 10695 километара. Може да понесе 126 путника у две путничке класе.

#### 737—800
- Уведен у експлоатацију: Хапаг - Лојд флуг (1998. године)
- Последња испорука: још увек у продаји
- Поруџбине и испоруке: 1719 (од 3124 поручених)[3]

737-800 је продужена верзија модела 700 и предвиђен је да замени Боинг 737-400. Ова верзија је први пут полетела за авио-компанију Ти-Ју-Ај флај 1998. године, која га је поручила 1994. Верзија 800 може да понесе 162 путника у две путничке класе и до 189 путника у једној - економској класи. Главни супарник верзије 800 је Ербас А320. Многи авио-превозници у САД су заменили своје старије 727(-200) овом летелицом.
Верзија 800, је између осталих заменила и авионе Макдонел Даглас MD-80 Макдонел Даглас MD-90, јер троши до 20% мање горива, чак и када има више путника у кабини. Аљаска ерлајнс је заменила своју велику флоту MD-80 овим моделом због велике уштеде горива.
Американ ерлајнс до сада има 183 летелица ове врсте у својој флоти и још 130 је поручено. Рајанер, ирска нискотарифна авио-компанија, са 294 летелице ове врсте у својој флоти је највећи корисник ове верзије.

#### 737—900
- Уведен у експлоатацију: Аљаска ерлајнс (15. мај 2001)
- Последња испорука: још увек у продаји
- Поруџбине и испоруке: 52 (од 52 поручених)[3]

Боинг од 2001. има у понуди 737-900, најдужу и најснажнију варијанта овог модела. Аљаска ерлајнс је поручила овај модел 1997. године, први примерак је испоручен 15. маја 2001. године. Како 737-900 користи исту конфигурацију излаза као 737-800, капацитет седишта је ограничен до 177 у две класе, или 189 у једнокласној конфигурацији. 737-900 има исту максималну масу полетања (ММП) и капацитет горива као 737-800 и замењује долет носивошћу. Ово је донедавно спречавало овај модел да буде ефикасна конкуренција Ербасу А321.
737-900ЕR
737-900ЕR, познат и као 737-900X пре пуштања у продају, је најновија и највећа варијанта модела 737 и уведена је да испуни долет и капацитет путника укинутог модела 757-200, као директна конкуренција Ербасу А321.
Додатни излази и нова задња преграда су повећали капацитет седишта на 189 у конфигурацији са две или 215 у конфигурацији са једном класом. Додатни капацитет горива и винглети на крилим побољшавају долет као и код других верзија 737СГ.
Модел 737-900ЕР је данас стандардни 737-900 у Боинговој понуди. Претходни модел 737-900 се више не производи.

### 737 МАКС

#### 737 МАКС 7
Замена за модел 737-700 и 737-700ЕR

#### 737 МАКС 8
Замена за модел 737-800

#### 737 МАКС 9
Замена за модел 737-900 и 737-900ЕR

## Боинг бизнис џет

### Распрострањеност
Боинг 737 користи више од пет стотина авио-превозника на 1.200 дестинација у више од 190 земаља. Са преко осам хиљада поручених авиона, преко шест хиљада испоручених и преко четири и по хиљаде тренутно у употреби, више од 1.250 разних комада разних верзија 737 се у сваком тренутку налази у ваздуху широм света.
У просеку, на сваких пет секунди негде у свету, један 737 полеће или слеће. Од када је у служби, превезао је преко 12 милијарди путника и прешао 120 милијарди километара, за укупно 296 милиона часова лета.
Разне верзије 737 чине више од 25% светске флоте великих комерцијалних млазних авиона.

## Карактеристике
|                   | 737-100   | 737-200   | 737-300   | 737-400   | 737-500   | 737-600  | 737-700  | 737-800  | 737-900  | 737-900  |
| ----------------- | --------- | --------- | --------- | --------- | --------- | -------- | -------- | -------- | -------- | -------- |
| Дужина            | 28,7 m     | 30,5 m     | 33,4 m     | 36,4 m     | 31,0 m     | 31,2 m    | 33,6 m    | 39,5 m    | 42,1     | 42,1     |
| Висина            | 11,3      | 11,3      | 11,1      | 11,1      | 11,1      | 12,6     | 12,6     | 12,6     | 12,6     | 12,6     |
| Распон крила      | 28,4      | 28,4      | 28,9      | 28,9      | 28,9      | 34,3     | 34,3     | 34,3     | 34,3     | 35,7 m    |
| Капацитет         | 100       | 130       | 149       | 168       | 132       | 132      | 149      | 189      | 189      | 215      |
| Максимална тежина | 49.940 kg   | 58.740 kg   | 56.740 kg   | 68.040 kg   | 52.390 kg   | 56.245 kg  | 60.330 kg  | 70.535 kg  | 74.840 kg  | 85.319 kg  |
| Празан тежина     | 25.878 kg   | 27.448 kg   | 32.881 kg   | 34.564 kg   | 31.983 kg   | 37.104 kg  | 38.147 kg  | 41.145 kg  | 42.493 kg  | ? kg     |
| Долет             | 2.855 km    | 4.260 km    | 4.973 km    | 4.005 km    | 4.444 km    | 5.648 km   | 5.578 km   | 5.439 km   | 5.083 km   | 5.466 km   |
| У производњи      | 1967-1969 | 1968-1988 | 1984-1999 | 1988-2000 | 1989-1999 | од 1998. | од 1996. | од 1997. | од 2000. | од 2007. |

## Занимљивости
- Породица 737 је најпродаванији комерцијални авион у историји, са више од 6.000 комада
- Више од 541 авио-превозника користи преко 1.200 комада 737 у 190 земаља
- У просеку, на небу је стално око 1.250 комада 737; један полети или слети сваких 4,6 секунди
- "Боинг 737" је превезао више од 12 милијарди путника
- Од почетка употребе 1968, сви модели 737 су прелетели више од 121 милијарде километара - што је око 403 летова од Земље до Сунца и назад.
- Боинг 737 је обавио више од 232 милиона летова
- Модели Нове генерације 737-600/-700/-800/-900 у себи имају 58,9 километара каблова, или 6,44 километара мање од модела 737-300/-400/-500